# Szabó Ervin (könyvtárigazgató)
Szabó Ervin, születési nevén Schlesinger Sámuel Ármin (Szlanica, Árva vármegye, 1877. augusztus 23. – Budapest, 1918. szeptember 30.) társadalomtudós, újságíró, könyvtáros, könyvtárigazgató, jogász, anarchoszindikalista forradalmár, a forradalmi szocialisták szellemi vezetője, a később róla elnevezett Fővárosi Szabó Ervin Könyvtár egyik alapítója és a modern magyar könyvtárhálózat és könyvtártudomány megalapozója.

## Életpályája
Schlesinger Sámuel Ármin néven született egy asszimilált  és elszegényedett polgári zsidó családban Schlesinger Gyula és Pollacsek Lujza fiaként. Unokatestvére volt Pór Ödön, Seidler Ernő, Polányi Károly és Polányi Mihály.
A budapesti, majd a Bécsi Egyetemen folytatott jogi tanulmányokat; már ebben az időszakban kitűnt statisztikai és könyvtárosi munkáival. 1899-ben doktorált. Pár év gyakorlat után, 1901-ben a Fővárosi Könyvtárhoz került, 1911-ben lett annak igazgatója. Átfogó művelődési hálózatot tervezett, az ő szellemében indult meg a könyvtári hálózat kiépítése. Széles néprétegek számára igyekezett hozzáférhetővé tenni az intézményt, különös tekintettel a hátrányos társadalmi helyzetűekre. Tevékenységében az angol public library mintáját tartotta szem előtt. Vezetése alatt korszerű társadalomtudományi könyvtár született. Alig néhány évvel az egyetemes tizedes osztályozás könyvtári rendszer első, francia kiadása után, 1912-ben bevezette a Fővárosi Könyvtárban annak első magyar változatát.
1900-tól írt a Népszavába, ő alakította ki annak irodalmi rovatát.
Tudományos munkásságát 1903-ban kezdte meg. 1906-tól volt a Társadalomtudományi Társaság alelnöke. A Huszadik Század című folyóiratban, a szociológia első magyar műhelyében rendszeresen tájékoztatott a nemzetközi munkásmozgalom kérdéseiről. Cikkeket írt a Neue Zeit német és a Mouvement Socialiste francia folyóiratokba is. Kapcsolatba került Sorellel, Kautskyval, Mehringgel, Plehanovval, majd 1904 végén Párizsban Lagardelle-lel és a francia szindikalistákkal, továbbá számos orosz emigráns szocialistával. Az első világháború éveiben súlyos betegsége ellenére az antimilitarista mozgalom szellemi vezérévé vált. Nagy történelmi művét Társadalmi és pártharcok a 48–49-es magyar forradalomban címmel már betegágyában fejezte be.

### A Tisza István ellen tervezett merénylet
Duczyńska Ilona 1915-ben ismerkedett meg Szabó Ervinnel, aki figyelmét a Galilei Körre irányította. 1917 tavaszán a Svájcban tanuló nő az orosz bolsevik forradalom hírére hazatért Magyarországra, átcsempészve a forradalmi szocialisták 1917. márciusi zimmerwaldi kiáltványát, majd azonnal felkereste Szabó Ervint, akivel megállapodtak a  Tisza István elleni merényletben. Annak részleteit a Németvölgyi temetőben beszélték meg. Végrehajtását Duczyńska Ilona vállalta magára, aki a merényletet egy Browning-revolverrel tervezte elkövetni, egy olyan fegyverrel, amelyet a baráti körükhöz tartozó Madzsar Józseftől lopott el. Svájcban egyébként ennek a fegyvertípusnak a használatára kiképezték. A merénylet időpontjaként 1917. május 23-át határozták meg. A terv szerint Duczyńska a Hermina úti Tisza-villánál várta volna a miniszterelnököt, s amikor az kiszáll a kocsijából, közvetlen közelről agyonlövi. A merénylet végrehajtása Tisza István lemondása miatt elmaradt.

## Emlékezete
Könyvtárfejlesztő munkásságának elismeréseként előbb rövid időre 1919-ben, a Magyarországi Tanácsköztársaság idején, majd 1946-ban is róla nevezték el a Fővárosi Könyvtárat, 1948-ban pedig a könyvtár előtti teret. 1972 és 1991 között a Szabó Ervin-emlékéremmel ismerték el a kiemelkedő tevékenységet végző könyvtárosok és levéltárosok munkáját. 1977-ben egy forint értékű postabélyeg jelent meg emlékére Vagyóczky Károly tervezésében. 2010 szeptemberében egy történészekből álló egyesület felvetette a könyvtár átnevezésének kérdését, ami heves vitákat váltott ki.

## Művei
- A magyar jakobinusok (Népszava, 1902)
- Szindikalizmus és szociáldemokrácia (A Huszadik Század Könyvtára, 35. kötet, 1908)
- A tőke és a munka harca In: Modern Könyvtár: Szociológia, politika (Athenaeum, 1911)
- A Közép-európai Vámszövetség angol megvilágításban (1916)
- Társadalmi és pártharcok a 48–49-es magyar forradalomban (Bécsi Magyar Kiadó, 1921)
- Szabó Ervin válogatott írásai (Kossuth, 1958)
- Szabó Ervin magyar nyelven megjelent könyvtártudományi, művelődéspolitikai cikkeinek, tanulmányainak gyűjteménye 1900–1918 (Könyvtárosok kiskönyvtára 1., 1959)
- Szabó Ervin levelezése 1–2. (Kossuth, 1977–1978)
- Hol az igazság? Tanulmányok (Magvető, 1977)
- Szabó Ervin történeti írásai (Gondolat, 1979)